# Comunità francese delle Seychelles
La comunità francese delle Seychelles è composta dai discendenti dei coloni francesi che giunsero in queste isole portando con loro schiavi di origini africana e malgascia. Quando i britannici presero il controllo della colonia, i francesi che vi vivevano ottennero il permesso di restarvi, mantenendo la loro cultura.
Attualmente i francesi compongono il secondo gruppo etnico per numero nelle Seychelles, dopo i cosiddetti creoli. Essi sono impiegati in tutti i settori dell'economia locale (inclusi l'insegnamento, la pubblica amministrazione e la finanza) e danno un notevole contributo al sistema economico del piccolo stato insulare.
La lingua più diffusa all'interno della comunità è il creolo delle Seychelles, anche se sono molto conosciuti il francese e l'inglese. La religione più praticata è la cattolica romana, con alcuni gruppi di non religiosi o aderenti ad altre confessioni cristiane.